# Harry Potter e o Cálice de Fogo (trilha sonora)
A trilha sonora de Harry Potter e o Cálice de Fogo (inglês: Harry Potter and the Goblet of Fire - Original Motion Picture Soundtrack) foi lançada em 15 de novembro de 2005. Composta por Patrick Doyle e conduzida por James Shearman, a trilha foi gravada no AIR Lyndhurst Studios e executada pela Orquestra Sinfônica de Londres, com orquestrações fornecidas por Doyle, Shearman, Lawrence Ashmore, John Bell, Brad Dechter, Nicole Nevin e James McWilliam. A trilha sonora incluiu três novos temas principais: um que representa o Torneio Tribruxo (Portugal: Torneio dos Três Feiticeiros), um que representa Lord Voldemort e um que representa a paixão de Harry Potter por Cho Chang. Doyle incorporou uma reprise sinistra do "Hedwig's Theme" na trilha. Um tema menor proeminente é apresentado em "The Death of Cedric". A trilha sonora entrou na Billboard 200 na oitava posição para a semana que terminou em 3 de dezembro, e também entrou na quarta posição na Top Soundtracks Chart.
As músicas 22 a 24 são as músicas que tocam durante a cena do Baile de Inverno (Portugal: Baile de Natal), quando a banda The Weird Sisters aparece e toca. O tema do Baile ("Potter Waltz") é derivado da Sinfonia nº 3 de Samuel Wesley.

## Faixas
Todas as faixas foram executadas e compostas por Patrick Doyle, exceto onde indicado.
| Faixas de Harry Potter and the Goblet of Fire (Original Motion Picture Soundtrack) |                           |                                                                      |         |  |
| N.º                                                                                | Título                    | Execução                                                             | Duração |  |
| 1.                                                                                 | "The Story Continues"     |                                                                      | 1:31    |  |
| 2.                                                                                 | "Frank Dies"              |                                                                      | 2:12    |  |
| 3.                                                                                 | "The Quidditch World Cup" |                                                                      | 1:52    |  |
| 4.                                                                                 | "The Dark Mark"           |                                                                      | 3:27    |  |
| 5.                                                                                 | "Foreign Visitors Arrive" |                                                                      | 1:30    |  |
| 6.                                                                                 | "The Goblet of Fire"      |                                                                      | 3:23    |  |
| 7.                                                                                 | "Rita Skeeter"            |                                                                      | 1:42    |  |
| 8.                                                                                 | "Sirius Fire"             |                                                                      | 2:00    |  |
| 9.                                                                                 | "Harry Sees Dragons"      |                                                                      | 1:54    |  |
| 10.                                                                                | "Golden Egg"              |                                                                      | 6:10    |  |
| 11.                                                                                | "Neville's Waltz"         |                                                                      | 2:11    |  |
| 12.                                                                                | "Harry in Winter"         |                                                                      | 2:56    |  |
| 13.                                                                                | "Potter Waltz"            |                                                                      | 2:19    |  |
| 14.                                                                                | "Underwater Secrets"      |                                                                      | 2:28    |  |
| 15.                                                                                | "The Black Lake"          |                                                                      | 4:38    |  |
| 16.                                                                                | "Hogwarts' March"         |                                                                      | 2:47    |  |
| 17.                                                                                | "The Maze"                |                                                                      | 4:44    |  |
| 18.                                                                                | "Voldemort"               |                                                                      | 9:39    |  |
| 19.                                                                                | "Death of Cedric"         |                                                                      | 1:59    |  |
| 20.                                                                                | "Another Year Ends"       |                                                                      | 2:21    |  |
| 21.                                                                                | "Hogwarts' Hymn"          |                                                                      | 2:59    |  |
| 22.                                                                                | "Do the Hippogriff"       | Cocker Buckle Jonny Greenwood Phil Selway Steve Claydon Steve Mackey | 3:39    |  |
| 23.                                                                                | "This Is the Night"       | Cocker Buckle Greenwood Selway Claydon Mackey                        | 3:24    |  |
| 24.                                                                                | "Magic Works"             | Cocker Buckle Greenwood Selway Claydon Mackey                        | 4:02    |  |
| Duração total:                                                                     | Duração total:            | Duração total:                                                       | 75:48   |  |

| Críticas profissionais | Críticas profissionais |
| Avaliações da crítica  | Avaliações da crítica  |
| Fonte                  | Avaliação              |
| ---------------------- | ---------------------- |
| AllMusic               | 3.5 de 5 estrelas.     |
| Empire                 | 4 de 5 estrelas.       |
| Filmtracks             | 4 de 5 estrelas.       |
| Movie Music UK         | 5 de 5 estrelas.       |
| Movie Wave             | 4 de 5 estrelas.       |
| SoundtrackNet          | 3.5 de 5 estrelas.     |